# 遁天神盜2
《遁天神盜2》（英語：Dhoom 2，或稱為）是一部2006年印度印地語動作驚悚片，由桑賈伊·加達維執導，阿迪提亞·喬普拉監製兼故事構思，維賈伊·克里希納·阿查里亞編劇，喬普拉的雅什·拉吉影片公司製作。本片為2004年電影《遁天神盜》的續集，也是《遁天神盜》系列的第二部電影作品，講述孟買警察鎖定著一名國際神偷的行蹤，更派遣臥底以阻止對方的下一步偷竊行動。主演陣容包括赫利希克·羅桑、阿彼錫·巴克罕、愛絲維婭·雷、比帕莎·巴蘇和尤代·喬普拉。
《遁天神盜2》主要在印度、南非德班和巴西里約熱內盧拍攝，成為首部在巴西拍攝的印地語大片。《遁天神盜2》2006年11月24日於印度上映，獲得了影評人的正面評價，其中的動作場面、配樂、攝影和演員表演（尤其是羅桑）受到讚揚，但劇本和節奏受到批評。本片的票房收入超過15.1億盧比，成為2006年票房最高的印地語電影。本片在上映時，登頂史上票房最高的印地語電影，此紀錄直到被《珊蒂別傳》（2007年）打破，並成為海外市場第二高票房的寶萊塢電影，僅次於同年的《火車站上的愛情》。
在第52屆印度電影觀眾獎上，《遁天神盜2》入圍包含最佳電影、最佳導演（加達維）和最佳女主角（雷）在內的八項提名，最終贏得最佳男主角（羅桑）。本片上映後也引起了爭議，孟買市警察局長呼籲審查快節奏的魯莽飛車戲，擔心將激勵印度年輕人魯莽騎摩托車，導致印度年輕人魯莽駕駛摩托車的行為及道路事故增加。續集為2013年的《幻影殺陣》。

## 劇情
在納米布沙漠，國際神偷「A先生」跳上英國女王伊莉莎白二世的火車，偽裝成女王並偷走了王冠。孟買警察局高級助理處長傑·迪克西和新晉升的阿里·阿克巴爾·法塔赫·罕副督察結識了索娜莉·伯絲；索娜莉是傑的朋友，也是調查A先生案件的特別官員。在初步調查過程中，傑分析A先生的下一目標將在孟買的兩間著名博物館之一。兩間博物館皆佈滿監視，但傑發現自己看守的博物館並非目標，於是趕往另一個博物館，但最後仍被A先生帶著一顆鑽石逃走。
A先生正要趕飛機，卻在電視上看到有人冒充自己。冒名者向警方挑戰，稱將偷一把古代寶劍。傑、索娜莉和阿里在寶劍所在的地嚴密看守。A先生來到冒名者的面前，並觸發了警報，但冒名者自行帶走了寶劍。索娜莉被A先生打傷後，對方及冒名者逃脫。冒名者揭露身分——名為蘇赫莉的女子，對方有意拜A先生為師，但遭拒絕。兩人之後打了一場籃球後，A先生最終同意與她合作。
在里約熱內盧，A先生和蘇赫莉計劃下一次偷盜。同時，傑分析此處是A先生下一次搶劫的地點，便和阿里前往這裡並遇到了索娜莉的雙胞胎妹妹莫娜莉。蘇赫莉與傑私下會面，透露原來兩人正在合作；蘇赫莉原本是即將入監的罪犯，傑以承諾可自由出獄作為交換條件，讓她接近A先生。蘇赫莉的計劃是接近A先生並找出下一步計畫，以便警方逮捕他，但她開始懷疑傑的承諾。朝夕相處之下，A先生與蘇赫莉彼此相愛，並透露了自己的真實身分：雅利安·辛哈尼亞。在里約狂歡節期間，傑與蘇赫莉的見面被雅利安發現，意識到了蘇赫莉的臥底身分。
隔天，雅利安強迫蘇赫莉玩俄羅斯輪盤，以考驗彼此的真實情感。共開了六次槍後，兩人都未被槍擊，原來雅利安從未給槍裝彈。蘇赫莉承認背叛，並坦白了自己對他的愛。在最後的偷盜案中，雅利安和蘇赫莉從一間博物館偷走了幾枚呂底亞鑄幣。傑發現蘇赫莉背叛自己並打算與雅利安私奔，於是與阿里對他們展開追擊。追逐結束後，他們都到達了瀑布頂，阿里捉住了蘇赫莉。蘇赫莉表達了對雅利安的感情，但仍開槍射殺了他，導致雅利安跌落至瀑布底部。傑決定放走了蘇赫莉。
六個月後，雅利安倖存下來，並與蘇赫莉一起在斐濟群島開設了一家餐廳。但此舉被傑和阿里得知而來到此地，雅利安願意交出所有被盜的文物，並被他們逮捕。傑瞭解兩人對彼此的感情後，無意實施逮捕，並警告不要再回到犯罪生活。傑離開後，致電通知阿里該回印度處理下一樁案子。

## 演員
- 赫利希克·羅桑飾演雅利安·辛哈尼亞／A先生（Aryan Singhania / Mr. A）
- 阿彼錫·巴克罕飾演高級助理處長傑·迪克西（A.C.P Jai Dixit）
- 愛絲維婭·雷飾演蘇赫莉·考爾（Sunheri Kaur）
- 比帕莎·巴蘇飾演
  - 高級助理處長索娜莉·伯絲（A.C.P Shonali Bose）
  - 莫娜莉·伯絲（Monali Bose）
- 尤代·喬普拉飾演阿里·阿克巴爾·法塔赫·罕副督察（Sub Inspector Ali Akbar Fateh Khan）
- 利米·森飾演甜甜·狄西特（Sweety Dixit）
- 優素福·海珊（英语：Yusuf Hussain）飾演警察局長

## 外部連結
- 官方网站
- 互联网电影数据库（IMDb）上《遁天神盜2》的资料（英文）
- Box Office Mojo上《遁天神盜2》的資料（英文）
- 爛番茄上《遁天神盜2》的資料（英文）
- TCM电影资料库上《遁天神盜2》的资料（英文）
- AllMovie上《遁天神盜2》的资料（英文）